# Glutamato sintase
Glutamato sintase (também conhecida como glutamina oxoglutarato aminotransferase) é uma enzima e frequentemente abreviada na literatura científica como GOGAT. Esta enzima produz glutamato a partir de glutamina e α-cetoglutarato, e assim juntamente com a glutamina sintetase (abreviada GS) desempenha um papel central na regulação da assimilação de nitrogênio em eucariontes e procariontes fotossintetizantes.  Isso é de grande importância, pois a produtividade primária em muitos ambientes marinhos é regulada pela disponibilidade de nitrogênio inorgânico.
As principais fontes de nitrogênio inorgânico usadas pelas algas marinhas são nitrato e amônio. Ambas as formas são finalmente incorporadas aos aminoácidos através da reação sequencial de glutamina sintetase (GS) e glutamato sintase (glutamina:2-oxoglutarato aminotransferase; GOGAT). A isoenzima GOGAT catalisa a transferência do nitrogênio amida de glutamina para 2-oxoglutarato usando nucleotídeos de piridina (NADH-/dependente de NADPH) ou ferredoxina (dependente de ferredoxina) como redutores. São chamados NADH-GOGAT e Fd-GOGAT respectivamente. Em eucariotos fotossintetizantes, isoenzimas GS e GOGAT são localizadas no citosol e cloroplasto.
Fd-GOGAT encontra-se estritamente em cianobactérias e eucariotos fotossintetizantes, e o gene está localizado no cloroplasto de rodófitas e no núcleo das plantas vasculares, mas em ambos os casos seu produto é ativo no cloroplasto. NADH-GOGAT é encontrado no núcleo de plantas vasculares, fungos e diatomáceas, enquanto NADPH-GOGAT é encontrado em bactérias não fotossintetizantes e archaea.